# Spondylosium pygmaeum
Spondylosium pygmaeum là một loài Song tinh tảo trong họ Desmidiaceae, thuộc chi Spondylosium.